# 峨眉拟鲿
峨眉拟鲿（学名：Pseudobagrus omeihensis）为鲿科拟鲿属的鱼类，是中国的特有物种。分布于四川峨眉等。该物种的模式产地在四川峨眉。